# الفرسان الثلاثة (أنمي)
أنمي الفرسان الثلاثة أو كما هو معروف في الدبلجة العربية باسم فرقة الفرسان (باليابانيةアニメ三銃士 «انمي سانجوشي») مسلسل أنمي ياباني أنتج سنة 1987 وانتهى سنة 1989 مستند على رواية الفرسان الثلاثة من تأليف الكاتب ألكسندر دوما عام 1894.

## نبذ عن الانمي
تدور احداث المسلسل في فرنسا في القرن الثامن عشر، يترك دارتانيان مدينته الأصلية غاسكونيه ذاهباً إلى باريس لكي ينظم إلى فرسان الملك أو حرّاس الكاردينال. أثناء وصوله، تقابل مع اثوس، بورثوس وارميس في مبارزة قبل ان يقاطعهم حرّاس الكاردينال الذين يمنعونهم من المبارزة أثناء المرسوم الملكي. بعد ذلك يصبح الأربعة أصدقاء ويتوحدوا تحت شعاره، «الجميع للواحد، والواحد للجميع».

## الخروج عن الرواية الاصلية
, قام فريق العمل الياباني بعدة تغيرات عن الرواية الاصلية منها، أن حداث القصة الأصلية تحصل لعدة سنوات أما الانمي فقدجعلها تحدث خلال أشهر، كذالك صممت بعض ألشخصيات في ألانمي لتكون أصغر سناً منها في الرواية، وكان التغيير الأكبر بجعل شخصية أرميس فتاة متنكرة برجل وذالك لكي تنضم لفرقة الفرسان.

## الفيلم
تم إنتاج فيلم (أوفا) للأنمي سنة 1989, قصة الفيلم تتمحور حول إسترجتاع وثيقة سرية وقعت تحت يد الأشرار، أيضاً يتم توضيح الكثير حول الفارس/ة أرميس وسبب إنظامها لفرقة الفرسان.

## روابط خارجية
- الفرسان الثلاثة على موقع IMDb (الإنجليزية)
- الفرسان الثلاثة على موقع كينوبويسك (الروسية)
- الفرسان الثلاثة على موقع ألو سيني (الفرنسية)
- الفرسان الثلاثة على موقع قاعدة بيانات الفيلم (الإنجليزية)
- الفرسان الثلاثة على موقع ANN anime (الإنجليزية)